# Johannes Rau
Johannes Rau (n. 16 ianuarie 1931, Wuppertal, Germania – d. 27 ianuarie 2006, Berlin, Germania) a fost un om politic german (SPD), care a îndeplinit funcția de președinte al RFG în perioada 1999-2004.

## Biografie
Rau a fost primar general al orașului Wuppertal între 1969 și 1970 și, ulterior, ministru al științei în Renania de Nord-Westfalia. Din 1978 până în 1998 a fost al șaselea prim-ministru al Renania de Nord-Westfalia. A fost candidatul SPD pentru funcția de cancelar la alegerile federale din 1987, dar a fost învins de Helmut Kohl (CDU). Între 1999 și 2004, a fost al optulea președinte al Republicii Federale Germania.